# 山口圭司
山口 圭司（やまぐち けいじ、1974年2月17日 - ）は、日本の元プロボクサー。
北海道函館市出身。第22代日本ライトフライ級王者。元WBA世界ライトフライ級王者。左ボクサータイプで、入場曲はヨーロッパの「The FINAL COUTDOWN」。
現在は大阪府松原市在住。近鉄南大阪線河内天美駅側で、函館cafe&bar HamedⅡのマスターをしている。

## 人物・プロ転向前
中学生の頃、井岡弘樹に憧れ函館大学付属有斗高等学校入学と同時に市内にあった桜井ボクシングジムでボクシングを始める。高校時代は全国高等学校ボクシング選抜大会、インターハイ、国民体育大会の三冠を達成。プロ転向後も懐の深い長身のアウトボクサーとして、ライトフライ級からバンタム級で活躍した。函館市民栄誉賞受賞者。
高校三冠王となり、有名私大やプロボクシングジムからの引く手あまただった。当初レパード玉熊から誘われ国際ボクシングスポーツジムに入門予定であったが、その後、憧れの井岡に直接誘われたのが決め手となり、自身と同じ全日本高校王者から18歳でプロボクサーとなった具志堅用高及び友利正の勧めもありグリーンツダボクシングクラブへ。その時の契約金は、当時としては日本プロボクシング史上最高の1,000万円（上原康恒、古口哲、新垣諭、三谷大和らと並ぶ）であった。
憧れのボクサーはナジーム・ハメドだと言う山口は、卓越したスピードを持つ優秀なアウトボクサーであったが、長身ボクサーゆえの減量苦が付きまとった。
引退後は地元・パチンコ店のイメージキャラクターにもなり、その後は先輩・井岡が開設した「井岡ボクシングジム」→「井岡弘樹ジム（井岡ボクシングトレーニングジム）」のチーフトレーナーに就任後、前述の『函館cafe&bar HamedⅡ』でマスターをしている。

## 来歴

### ライトフライ級
1992年5月17日、プロデビュー。その1か月後の6月15日、ジムの先輩でもあるWBA世界ライトフライ級王者井岡弘樹の世界戦の前座でデビュー2戦目を迎える。その後も井岡の世界戦前座に2度登場。
1994年9月19日、14戦目で日本王座初挑戦。座嘉比勝則と空位の日本ライトフライ級王座を争い、10回判定勝ち。王座獲得に成功。以後、3度の防衛を果たし、1995年7月に王座返上。
1995年9月5日、世界初挑戦。WBA世界ライトフライ級王者・崔煕庸（韓国）に挑むも、12回判定負け（1-2）で王座獲得ならず（40日前に急遽決まった世界戦であり、短期間で18kgの減量を強いられた）。
1996年5月21日、世界再挑戦。1月に崔を降してWBA世界ライトフライ級王座を獲得したカルロス・ムリーリョ（パナマ）に挑む。強打の王者相手に怯むことなく、アウトボクシングで攻略。12回判定勝ち（2-1）を収め、ちょうど20戦目で世界王者となった。
1996年8月13日、初防衛戦。前王者ムリーリョと再戦し、前回以上の差を付けての12回判定勝ちで返り討ち。
1996年12月3日、2度目の防衛戦。1位ピチット・チョーシリワット（タイ）との指名試合を迎える。初回こそ静かな立ち上がりであったが、続く2回、顔を前に出すなど挑発的な行為で自ら隙を作り、それをテレビ実況で指摘された直後に挑戦者の右フックを顎に受け、後頭部をキャンバスに打ち付ける強烈なダウンを喫する。立ち上がったものの脚はおぼつかず、結局レフェリーストップによるTKO負け。半年余りで世界王座陥落となった。試合後、減量苦を理由にフライ級への転向を表明。

### フライ級
1997年11月22日、フライ級での世界挑戦。WBA世界フライ級王者ホセ・ボニージャ（ベネズエラ）に挑む。2月に先輩・井岡の挑戦を退けた小柄な王者相手に序盤は優勢に試合を進めるも、迎えた6回、左の相打ちでダウンを奪われる。辛くも立ち上がり試合続行に応じたが、王者のさらなる追撃を浴びたところでレフェリーストップ。TKO負けで2階級制覇を阻まれる。その後、フライ級でも減量が苦しくなったことから、スーパーフライ級転向を表明。日本王座から出直すことになる。

### スーパーフライ級
1998年10月25日、日本スーパーフライ級王者名護明彦に挑戦するも、10回判定負けを喫し王座獲得ならず。日本人選手相手に喫した初の敗戦であった。
1999年、グリーンツダジムを離れ、元世界スーパーフェザー級王者小林弘が会長を務めるTAIKOH小林ジムに移籍。
1999年9月5日、2年ぶりの世界挑戦。WBC世界スーパーフライ級王者・曺仁柱（韓国）に挑むも、最終12回に2度のダウンを奪われた末の判定負けを喫し2階級制覇ならず。この試合は「DIRECTVボクシング」としてPPVで独占生中継されており、日本初のプロボクシング世界タイトルマッチPPV中継となった。
2000年、TAIKOH小林ジムを離れ、新日本木村ジムへ移籍。
2000年10月10日、移籍初戦で有永政幸（後の日本ならびにOPBF東洋太平洋スーパーフライ級王者）と対戦するも、4回TKO負け。この敗戦で世界戦線から完全に脱落。なお、この試合はOPBF東洋太平洋バンタム級王座挑戦に向けての前哨戦と位置付けられていたが、KO負けで挑戦は取り止めとなった。
2001年5月5日、フィリピンの首都・マニラでWBCインターナショナルスーパーフライ級王座挑戦。元WBC世界スーパーフライ級王者ジェリー・ペニャロサ（フィリピン）に挑むも、初回TKO負け。

### バンタム級
2002年、TAIKOH小林ジムに復帰し、4月8日、元日本バンタム級王者の瀬川設男とノンタイトル戦を戦うが3回TKO負け。これで3戦連続KO負けとなり、結局この試合を最後に現役引退。11月、グリーンツダジム時代の後輩である本田秀伸の世界初挑戦の興行で引退式を行った。

## 戦績
- プロボクシング - 39戦30勝（11KO）8敗1分

| 戦           | 日付           | 勝敗 | 時間 | 内容    | 対戦相手                     | 国籍       | 備考                                                |
| ------------ | -------------- | ---- | ---- | ------- | ---------------------------- | ---------- | --------------------------------------------------- |
| 1            | 1992年5月11日  | ☆    | 1R   | KO      | 大西文和（岡崎）             | 日本       | プロデビュー戦                                      |
| 2            | 1992年6月15日  | ☆    | 4R   | 判定    | 小野田貴行（岡崎）           | 日本       |                                                     |
| 3            | 1992年7月1日   | ☆    | 1R   | KO      | 石川浩司（松田）             | 日本       |                                                     |
| 4            | 1992年8月27日  | ☆    | 5R   | KO      | 高岡謙二（森岡）             | 日本       |                                                     |
| 5            | 1992年10月8日  | ☆    | 8R   | 判定    | ジョージ・ウバルド           | フィリピン |                                                     |
| 6            | 1992年11月18日 | ☆    | 2R   | KO      | ダッシュ東保（冷研鶴崎）     | 日本       |                                                     |
| 7            | 1993年1月29日  | ☆    | 10R  | 判定3-0 | ジョー・コンスタンチン       | フィリピン |                                                     |
| 8            | 1993年5月12日  | ☆    | 10R  | 判定    | キム・ソンホ                 | 韓国       |                                                     |
| 9            | 1993年6月21日  | ☆    | 6R   | 判定3-0 | リー・エスコビト             | フィリピン |                                                     |
| 10           | 1993年8月9日   | ☆    | 7R   | KO      | キム・ジェウン               | 韓国       |                                                     |
| 11           | 1993年11月8日  | ☆    | 10R  | 判定    | テキサス・マック・ゴメス     | フィリピン |                                                     |
| 12           | 1994年4月13日  | ☆    | 10R  | 判定    | ニロ・アノサ                 | フィリピン |                                                     |
| 13           | 1994年6月27日  | ☆    | 3R   | TKO     | サミー・タイソン             | フィリピン |                                                     |
| 14           | 1994年9月19日  | ☆    | 10R  | 判定3-0 | 座嘉比勝則（草加有沢）       | 日本       | 日本ライトフライ級王座決定戦                        |
| 15           | 1994年11月15日 | ☆    | 6R   | TKO     | 天馬翔（三迫）               | 日本       | 日本王座防衛1                                       |
| 16           | 1995年5月9日   | ☆    | 10R  | 判定    | 榊原大樹（稲毛）             | 日本       | 日本王座防衛2                                       |
| 17           | 1995年6月14日  | ☆    | 10R  | 判定2-0 | 安部悟（松田）               | 日本       | 日本王座防衛3                                       |
| 18           | 1995年7月5日   | ☆    | 6R   | 判定3-0 | ホーベン・ホルダ             | フィリピン |                                                     |
| 19           | 1995年9月5日   | ★    | 12R  | 判定1-2 | 崔熙墉                       | 韓国       | WBA世界ライトフライ級タイトルマッチ                 |
| 20           | 1995年12月23日 | ☆    | 10R  | 判定    | クリストファー・サギド       | フィリピン |                                                     |
| 21           | 1996年5月21日  | ☆    | 12R  | 判定2-1 | カルロス・ムリーリョ         | パナマ     | WBA世界ライトフライ級タイトルマッチ                 |
| 22           | 1996年8月13日  | ☆    | 12R  | 判定3-0 | カルロス・ムリーリョ         | パナマ     | WBA防衛1                                            |
| 23           | 1996年12月3日  | ★    | 2R   | TKO     | ピチット・チョーシリワット   | タイ       | WBA王座陥落                                         |
| 24           | 1997年2月25日  | ☆    | 10R  | 判定3-0 | マーロン・カリーリョ         | フィリピン |                                                     |
| 25           | 1997年6月30日  | ☆    | 5R   | KO      | ジョジョ・トーレス           | フィリピン |                                                     |
| 26           | 1997年11月22日 | ★    | 6R   | TKO     | ホセ・ボニージャ             | ベネズエラ | WBA世界フライ級タイトルマッチ                       |
| 27           | 1998年2月9日   | ☆    | 7R   | TKO     | 海戸渉（角海老宝石）         | 日本       |                                                     |
| 28           | 1998年5月13日  | ☆    | 1R   | TKO     | ビセンテ・アドレイアス       | フィリピン |                                                     |
| 29           | 1998年8月24日  | ☆    | 10R  | 判定    | ルディ・エダニオ             | フィリピン |                                                     |
| 30           | 1998年10月25日 | ★    | 10R  | 判定0-3 | 名護明彦（白井・具志堅S）    | 日本       | 日本スーパーフライ級タイトルマッチ                  |
| 31           | 1998年12月19日 | ☆    | 10R  | 判定    | スズキ・カバト（新日本大阪） | 日本       |                                                     |
| 32           | 1999年4月10日  | ☆    | 10R  | 判定3-0 | 赤沢貴之（倉敷守安）         | 日本       |                                                     |
| 33           | 1999年6月7日   | ☆    | 3R   | KO      | ナ・ドウン                   | 韓国       |                                                     |
| 34           | 1999年9月5日   | ★    | 12R  | 判定0-3 | 曺仁柱                       | 韓国       | WBC世界スーパーフライ級タイトルマッチ               |
| 35           | 2000年3月18日  | △    | 10R  | 判定    | キム・ヒョンスン             | 韓国       |                                                     |
| 36           | 2000年8月28日  | ☆    | 10R  | 判定    | キム・ヒョンスン             | 韓国       |                                                     |
| 37           | 2000年10月10日 | ★    | 4R   | KO      | 有永政幸（関博之）           | 日本       |                                                     |
| 38           | 2001年5月5日   | ★    | 1R   | TKO     | ジェリー・ペニャロサ         | フィリピン | WBCインターナショナルスーパーフライ級タイトルマッチ |
| 39           | 2002年4月8日   | ★    | 3R   | TKO     | 瀬川設男                     | 日本       |                                                     |
| テンプレート |                |      |      |         |                              |            |                                                     |

## 獲得タイトル
- 日本ライトフライ級王座（防衛3=返上）
- WBA世界ライトフライ級王座（防衛1）